# 布科瓦
49°35′27″N 22°59′18″E / 49.59083°N 22.98833°E
布科瓦（烏克蘭語：Букова），是烏克蘭西部的村莊，隸屬利維夫州的桑比爾區。該村面積2.21平方公里，海拔高度211米，2001年人口767，人口密度每平方公里346.9人。